# درک بل (بازیکن فوتبال، زاده ۱۹۶۳)
درک بل (انگلیسی: Derek Bell؛ زادهٔ ۱۹ دسامبر ۱۹۶۳) بازیکن فوتبال اهل بریتانیا است.
از باشگاه‌هایی که در آن بازی کرده‌است می‌توان به باشگاه فوتبال نیوکاسل یونایتد اشاره کرد.